# Lettera napoletana
Lettera napoletana è un film del 1954 diretto da Giorgio Pàstina.

## Trama
A Napoli l'azienda di Don Gaetano ha come socio Alvaro Ramirez, innamorato segretamente della segretaria Laura. Tra i vari dipendenti c'è Franco, innamorato, anch'egli di nascosto, della figlia del padrone, Anna.
Solo Carluccio, simpatico operaio, sa della tresca tra Franco e la figlia di Don Gaetano. Ad una festa i due ragazzi si baciano, ma Alvaro sospetta qualcosa e dice alla sua amante che il matrimonio tra i due non lo vuole per niente, perché ciò significherebbe che Franco, ex-fattorino, diventerebbe il padrone.
Per far soldi, convince l'amante a prendere del denaro da dare per un losco giro d'affari, ma il motoveicolo con i soldi viene catturato al largo di Salerno.
La segretaria è disperata, ma Alvaro ha un'altra idea e mette una bomba sulla cassaforte, dopo aver preso altri soldi e assegni, simulando una rapina.
La figlia, Anna, si finge ammalata, mandando Concetta a una festa.
Così esce con Franco, ma Alvaro li vede insieme. Carluccio si accorge del furto alla cassaforte e viene chiamata la polizia.
Tra i sospettati c'è anche Franco, che si difende dicendo che all'ora dello scoppio stava al cinema, ma nessuno lo ha visto.
In verità stava con Anna, ma non può dirlo. Alvaro cerca di incastrarlo, mandandolo con Carluccio a prender un carico che trasportava caffè, ma in verità ha al suo interno anche sigarette di contrabbando.
La Finanza li scopre e li arresta. Intanto Laura va a casa della madre di Franco, che, essendo cieca, non la vede mettere i soldi rubati tra le pagine di un libro.
Ritorna Don Gaetano e la figlia, in lacrime, gli dice tutto; ma il padre non la prende bene e minaccia di uccidere Franco.
Gaetano li vuole comunque fare uscire dalla prigione, ma la polizia li tiene dentro perché vengono ritrovati i soldi e gli assegni messi da Laura a casa di Franco.
Anna va dalla madre di Franco e le dice tutto; poi va da Franco e gli dice di essere incinta.
Alvaro ha un'altra idea e decide di andare a parlare a quattr'occhi con Anna e, per far salvare l'onore al padre, le propone di sposarlo.
Ad una celebrazione in cui sono presenti anche i detenuti, Franco canta la canzone "Lettera Napoletana" alla radio, facendo commuovere la madre e Anna che lo ascoltano dalle loro case.
Anna deve sposarsi ma convince il padre che non ce la può fare e lui le dà ragione.
Laura, in un momento di debolezza e sincerità, dice tutto a Gaetano, il quale aspetta il ritorno di Alvaro. Dopo una zuffa, in cui il più giovane e più forte Alvaro ha la meglio, Gaetano si rialza e lo colpisce di spalle con una martellata in testa.
Decide di chiamare la polizia, ma Alvaro si riprende e gli spara ferendolo; poi fugge. Ma Gaetano ce la fa a rivelare alla polizia che sicuramente il malvivente andrà via con la nave che sta per partire al porto.
Così la polizia perquisisce la nave, ma quando trova Alvaro, quest'ultimo reagisce e viene ucciso.
Ora Franco e Anna possono baciarsi tranquillamente sulla spiaggia.

## Produzione
Protagonisti Giacomo Rondinella ed un'esordiente Virna Lisi, la pellicola è ascrivibile al filone dei melodrammi sentimentali comunemente detto strappalacrime, allora molto popolare tra il pubblico italiano (in seguito ribattezzato dalla critica con il termine neorealismo d'appendice).
Il film fu girato per gli interni negli stabilimenti Incir-De Paolis a Roma e per gli esterni tra Napoli e Salerno.

## Distribuzione
Il film fu distribuito nelle sale cinematografiche italiane il 12 luglio del 1954.
Nove anni dopo fu distribuito anche in Francia con il titolo L'Aventurier.
Ebbe distribuzione anche nei mercati anglofoni con il titolo Letter from Naples.